# Moravecké Pavlovice
Moravecké Pavlovice település Csehországban, a Žďár nad Sázavou-i járásban. Moravecké Pavlovice Strážek, Bukov, Drahonín és Střítež településekkel határos. Lakosainak száma 49 fő (2024. január 1.).

## Népesség
A település lakosságának változását az alábbi diagram mutatja:
| Lakosok száma | 120  | 135  | 105  | 67   | 45   | 31   | 49   | 51   | 45   | 49   |
|               | 1869 | 1890 | 1921 | 1950 | 1980 | 2001 | 2017 | 2019 | 2022 | 2024 |